# Naturschutzgebiet Almehänge bei Ahden und Wewelsburg

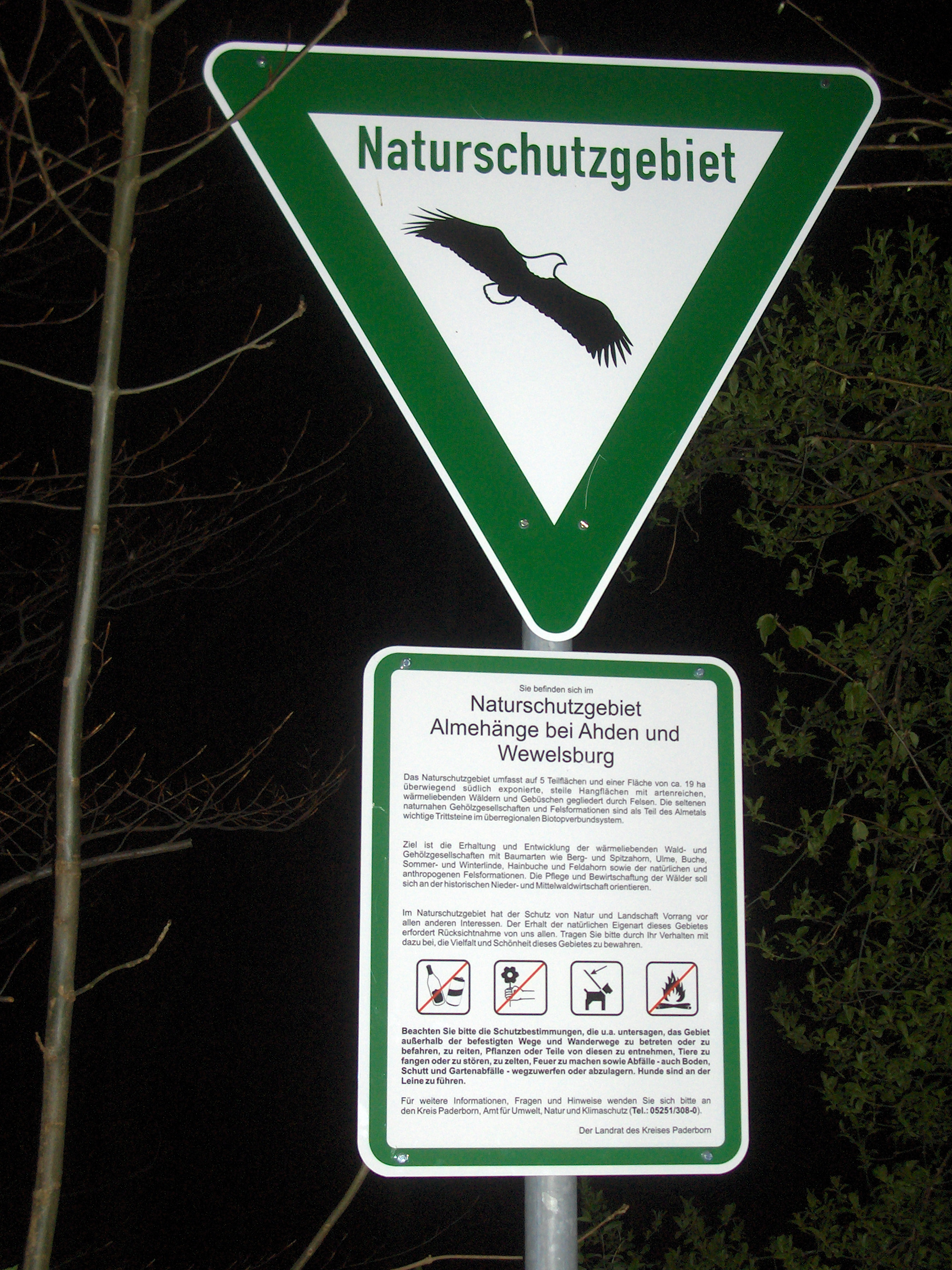
NSG-Schild westlich vom Dorf Wewelsburg

Das Naturschutzgebiet Almehänge bei Ahden und Wewelsburg mit 18,74 ha Flächengröße liegt im Stadtgebiet von Büren im Kreis Paderborn. Das Naturschutzgebiet (NSG) wurde 2007 vom Kreistag mit dem Landschaftsplan Bürener Almetal ausgewiesen. Das NSG besteht aus fünf Teilflächen und grenzt an Landschaftsschutzgebiete an. 

## Beschreibung
Alle fünf Teilflächen liegen an den steilen Hängen des Almetals. Zwei der fünf Teilflächen liegen westlich des Dorfes Wewelsburg und der Wewelsburg. Diese Teilflächen grenzen direkt an die Dorfbebauung an und sind die einzigen Teilfläche, welche auf der Ostseite der Alme liegen. Zwei weitere Flächen liegen nördlich vom Dorf. Die fünfte Teilfläche liegt südwestlich vom Dorf Ahden.
An den Almetalhängen im NSG befinden sich seltene, wärmeliebende und naturnahe Wald- und Gebüschbestände. Es gibt im NSG natürliche Felsen und Steinbrüche.
Laut Landschaftsplan hat das NSG eine besondere Bedeutung im überregionalen Biotopverbundsystem des Landes Nordrhein-Westfalen.